# Эрке-Хара
Эрке-Хара (монг. Эрх хар) — кереитский нойон (князь), живший во второй половине XII века.
Эрке-Хара был младшим сыном хана Хурджакуса. В числе братьев Эрке-Хары летопись «Джами ат-таварих» называет Тоорила (он же Ван-хан), Джаха-Гамбу, Юла-Магуса, Тай-Тимур-тайши и Бука-Тимура; не поделив после смерти отца власть, последних двух Тоорил приказал умертвить. Примечательно, что персидские источники сообщают об участии в расправе над Тай-Тимур-тайши и Бука-Тимуром и Эрке-Хары. Опасаясь разделить участь братьев как претендент на ханствование, Эрке-Хара бежал к соседям кереитов — найманам — и попросил прибежища у хана Инанч-Бильге. 
Положение Тоорила на кереитском престоле не было прочным: хан враждовал со многими своими родственниками и с другими племенами и потому часто находился под угрозой потери власти. Воспользовавшись одним из таких случаев, Эрке-Хара во главе найманского войска атаковал брата, изгнав того из своего улуса и захватив власть. Поначалу Тоорил скитался в Семиречье, но, не ужившись с местными жителями, ушёл в земли уйгуров и тангутов, где в течение некоторого времени жил в полной нищете. Искать помощи Тоорил решил у своих союзников — монгольского рода борджигинов. Существуют разногласия относительно того, кто помог Тоорилу: согласно персидскому историку Рашид ад-Дину, это был хороший друг и побратим кереитского хана нойон Есугей-багатур; по «Сокровенному сказанию монголов» — его старший сын Тэмуджин, будущий Чингисхан. Не установлен и год, когда произошло это событие: хотя «Сокровенное сказание» не называет точной даты нападения Эрке-Хары на Тоорила, исследователи, опираясь на излагаемую последовательность событий, относят его либо к 1180-м годам, либо к 1196 году, либо к периоду между 1198 и 1202 годами, в то время как персидский историк Рашид ад-Дин считал, что это случилось вскоре после убийства Тай-Тимур-тайши и Бука-Тимура и при жизни Есугея, т. е. до 1171 года. Так или иначе, совместными силами монголам и кереитам удалось разгромить найманское войско и вернуть Тоорилу престол; сообщается, что Эрке-Хара сумел спастись, однако с этого момента его имени ни в одном из источников больше не встречается.

## Образ
- «Жестокий век» — роман советского писателя И. К. Калашникова (1978).